# Tony Awards 1972
Die Verleihung der 26. Tony Awards 1972 (26th Annual Tony Awards) fand am 23. April 1972 im The Broadway Theatre in New York City statt. Moderatoren der Veranstaltung waren Henry Fonda, Deborah Kerr und Peter Ustinov, als Laudatoren fungierten Richard Benjamin, Ingrid Bergman, Claire Bloom, Arlene Dahl, Sandy Duncan, Peter Falk, Lee Grant, Joel Grey, Arthur Hill, Hal Holbrook, Jean Stapleton und Gwen Verdon. Ausgezeichnet wurden Theaterstücke und Musicals der Saison 1971/72, die am Broadway ihre Erstaufführung hatten. Die Preisverleihung wurde von der American Broadcasting Company im Fernsehen übertragen.

## Hintergrund
Die Antoinette Perry Awards for Excellence in Theatre, oder besser bekannt als Tony Awards, werden seit 1947 jährlich in zahlreichen Kategorien für herausragende Leistungen bei Broadway-Produktionen und -Aufführungen der letzten Theatersaison vergeben. Zusätzlich werden verschiedene Sonderpreise, z. B. der Regional Theatre Tony Award, verliehen. Benannt ist die Auszeichnung nach Antoinette Perry. Sie war 1940 Mitbegründerin des wiederbelebten und überarbeiteten American Theatre Wing (ATW). Die Preise wurden nach ihrem Tod im Jahr 1946 vom ATW zu ihrem Gedenken gestiftet und werden bei einer jährlichen Zeremonie in New York City überreicht.

## Gewinner und Nominierte

### Theaterstücke
| Kategorie                            | Preisträger      | Theaterstück                                   | Nominierungen |
| Bestes Theaterstück                  | David Rabe       | Sticks and Bones                               | - Old Times – Harold Pinter - The Prisoner of Second Avenue – Neil Simon - Vivat! Vivat Regina! – Robert Bolt |
| Bester Hauptdarsteller Theaterstück  | Cliff Gorman     | Lenny als Lenny Bruce                          | - Tom Aldredge in Sticks and Bones als Ozzie - Donald Pleasence in Wise Child als Mrs. Artminster - Jason Robards in The Country Girl als Frank Elgin                                                                  |
| Beste Hauptdarstellerin Theaterstück | Sada Thompson    | Twigs als Verschiedene Charaktere              | - Eileen Atkins in Vivat! Vivat Regina! als Elizabeth I - Colleen Dewhurst in All Over als The Mistress - Rosemary Harris in Old Times als Anna                                                                        |
| Bester Nebendarsteller Theaterstück  | Vincent Gardenia | The Prisoner of Second Avenue als Harry Edison | - Douglas Rain in Vivat! Vivat Regina! als William Cecil - Lee Richardson in Vivat! Vivat Regina! als Lord Bothwell - Joe Silver in Lenny als Verschiedene Charaktere                                                  |
| Beste Nebendarstellerin Theaterstück | Elizabeth Wilson | Sticks and Bones als Harriet                   | - Cara Duff-MacCormick in Moonchildren als Shelly - Mercedes McCambridge in The Love Suicide at Schofield Barracks als Lucy Lake - Frances Sternhagen in The Sign in Sidney Brustein's Window als Mavis Parodus Bryson |
| Beste Theaterregie                   | Mike Nichols     | The Prisoner of Second Avenue                  | - Jeff Bleckner – Sticks and Bones - Gordon Davidson – The Trial of the Catonsville Nine - Peter Hall – Old Times |

### Musicals
| Kategorie                       | Preisträger                                                       | Musical                                                      | Nominierungen |
| Bestes Musical                  | John Guare und Mel Shapiro (Liedtexte) und Galt MacDermot (Musik) | Two Gentlemen of Verona                                      | - Ain't Supposed to Die a Natural Death - Follies - Grease |
| Bester Hauptdarsteller Musical  | Phil Silvers                                                      | A Funny Thing Happened on the Way to the Forum als Pseudolus | - Clifton Davis in Two Gentlemen of Verona als Valentine - Barry Bostwick in Grease als Danny Zuko - Raúl Juliá in Two Gentleman of Verona als Proteus                                                                                           |
| Beste Hauptdarstellerin Musical | Alexis Smith                                                      | Follies als Phyllis Rogers Stone                             | - Jonelle Allen in Two Gentlemen of Verona als Silvia - Dorothy Collins in Follies als Sally Durant Plummer - Mildred Natwick in 70, Girls, 70 als Ida Dodd                                                                                      |
| Bester Nebendarsteller Musical  | Larry Blyden                                                      | A Funny Thing Happened on the Way to the Forum als Hysterium | - Timothy Meyers in Grease als Kenickie - Gene Nelson in Follies als Buddy Plummer - Ben Vereen in Jesus Christ Superstar als Judas Iscariot |
| Beste Nebendarstellerin Musical | Linda Hopkins                                                     | Inner City als Verschiedene Charaktere                       | - Adrienne Barbeau in Grease als Betty Rizzo - Bernadette Peters in On the Town als Hildy Esterhazy - Beatrice Winde in Ain't Supposed to Die a Natural Death als Verschiedene Charaktere                                                        |
| Bestes Musicallibretto          | John Guare und Mel Shapiro                                        | Two Gentlemen of Verona                                      | - Melvin Van Peebles – Ain't Supposed to Die a Natural Death - James Goldman – Follies - Jim Jacobs und Warren Casey – Grease |
| Beste Originalmusik             | Stephen Sondheim (Musik und Liedtexte)                            | Follies                                                      | - Ain't Supposed to Die a Natural Death – Melvin Van Peebles (Musik und Liedtexte) - Jesus Christ Superstar – Andrew Lloyd Webber (Musik) und Tim Rice (Liedtexte) - Two Gentlemen of Verona – Galt MacDermot (Musik) und John Guare (Liedtexte) |
| Beste Musicalregie              | Harold Prince und Michael Bennett                                 | Follies                                                      | - Gilbert Moses – Ain't Supposed to Die a Natural Death - Mel Shapiro – Two Gentlemen of Verona - Burt Shevelove – A Funny Thing Happened on the Way to the Forum                                                                                |

### Theaterstücke oder Musicals
| Kategorie           | Preisträger     | Theaterstück bzw. Musical | Nominierungen |
| Bestes Bühnenbild   | Boris Aronson   | Follies                   | - John Bury – Old Times - Kert Lundell – Ain't Supposed to Die a Natural Death - Robin Wagner – Jesus Christ Superstar     |
| Beste Choreographie | Michael Bennett | Follies                   | - Patricia Birch – Grease - Jean Erdman – Two Gentlemen of Verona                                                          |
| Beste Kostüme       | Florence Klotz  | Follies                   | - Theoni V. Aldredge – Two Gentlemen of Verona - Randy Barceló – Jesus Christ Superstar - Carrie F. Robbins – Grease       |
| Bestes Lichtdesign  | Tharon Musser   | Follies                   | - Martin Aronstein – Ain't Supposed to Die a Natural Death - John Bury – Old Times - Jules Fisher – Jesus Christ Superstar |

### Sonderpreise (ohne Wettbewerb)
| Kategorie          | Preisträger                                | Grund der Preisverleihung                                                                        |
| Special Tony Award | The Theatre Guild—American Theatre Society | Für ihren langjährigen Einsatz für das Publikum von Tourneetheatern                              |
| Special Tony Award | Fiddler on the Roof                        | Für das am längsten laufende Musical in der Geschichte des Broadway. Überreicht an Harold Prince |
| Special Tony Award | Ethel Merman                               |                                                                                                  |
| Special Tony Award | Richard Rodgers                            |                                                                                                  |

## Statistik

### Mehrfache Nominierungen
- 11 Nominierungen: Follies
- 9 Nominierungen: Two Gentlemen of Verona
- 7 Nominierungen: Ain't Supposed to Die a Natural Death und Grease
- 5 Nominierungen: Jesus Christ Superstar und Old Times
- 4 Nominierungen: Sticks and Bones und Vivat! Vivat Regina!
- 3 Nominierungen: A Funny Thing Happened on the Way to the Forum und The Prisoner of Second Avenue
- 2 Nominierungen: Lenny

### Mehrfache Gewinne
- 7 Gewinne: Follies
- 2 Gewinne: A Funny Thing Happened on the Way to the Forum, The Prisoner of Second Avenue, Sticks and Bones und Two Gentlemen of Verona